# Націонал-соціалістичний блек-метал
Націонал-соціалістичний блек-метал (з англ. National Socialistic Black Metal) чи НСБМ (з англ. NSBM) — напрям блек-металу, що орієнтується на патріотичну складову у ліриці, атрибутиці, логотипах альбомів та способі життя. Як правило містить радикальні тексти, значна частина виконавців присвячує їх націонал-соціалізму. Переважна більшість колективів поєднує їх з націоналізмом власної країни чи регіону.

## Виникнення
Як окремий стиль NSBM сформувався на початку-середині 1990-х відколи праворадикально налаштовані виконавці металу відійшли від традиційної блек-метал сцени, котра на той час сповідувала переважно окультні та мізантропічні погляди, і вирішили створити свою альтернативу: «музику дії», в основу якої були покладені радикальніші ідеї (значною мірою націонал-соціалістичні), окремі елементи з sXe та «Білої сили», втім відрізняючись від першого музичною, а від другого також ідеологічною складовою оскільки НСБМ сповідує не расизм а націоналізм. Початкова концепція включала ідеї «Крові і ґрунту», творчість Ганса Ґюнтера, Карла Шмітта та інших теоретиків і практиків НС.
Серед виконавців що вважаються основоположниками Варґ Вікернес (Burzum), Graveland, Veles та Absurd.

## Характеристика
Традиційний NSBM виник на основі блеку. Згодом окремі оглядачі під музичну концепцію стилю почали включати сторонні теми, як-то Oi!, паган-метал чи ембієнт. Відношення колективів до даного жанру, як правило, визначається текстами, які ідеологічно орієнтовані на расизм, націонал-соціалізм та антисемітизм. У той же час більш вагомими є дії та стиль життя орієнтовані на досягнення пропагованих ідей, попри відсутність у текстах радикально-націоналістичної лірики.
У середині 90-х NSBM групи об'єднувались у організацію «The Pagan Front» з метою об'єднання ультраправих блек колективів, котра виступає за принципи відмови від комерції, відродження древніх європейських язичницьких традицій, анти юдохристиянства, пропагування націонал-соціалізму та расизму.
В Україні головними регіональними осередками жанру тривалий час були конфліктні у протидії наявного впливу євреїв та емігрантів міста — Харків та Дніпро, у той час як в Києві переважали виконавці наці-панку.